# Declaração de Savoy
A Declaração de Savoy sobre Fé e Ordem é uma confissão de fé redigida pelos independentes (congregacionais) ingleses no ano de 1658. 

## História

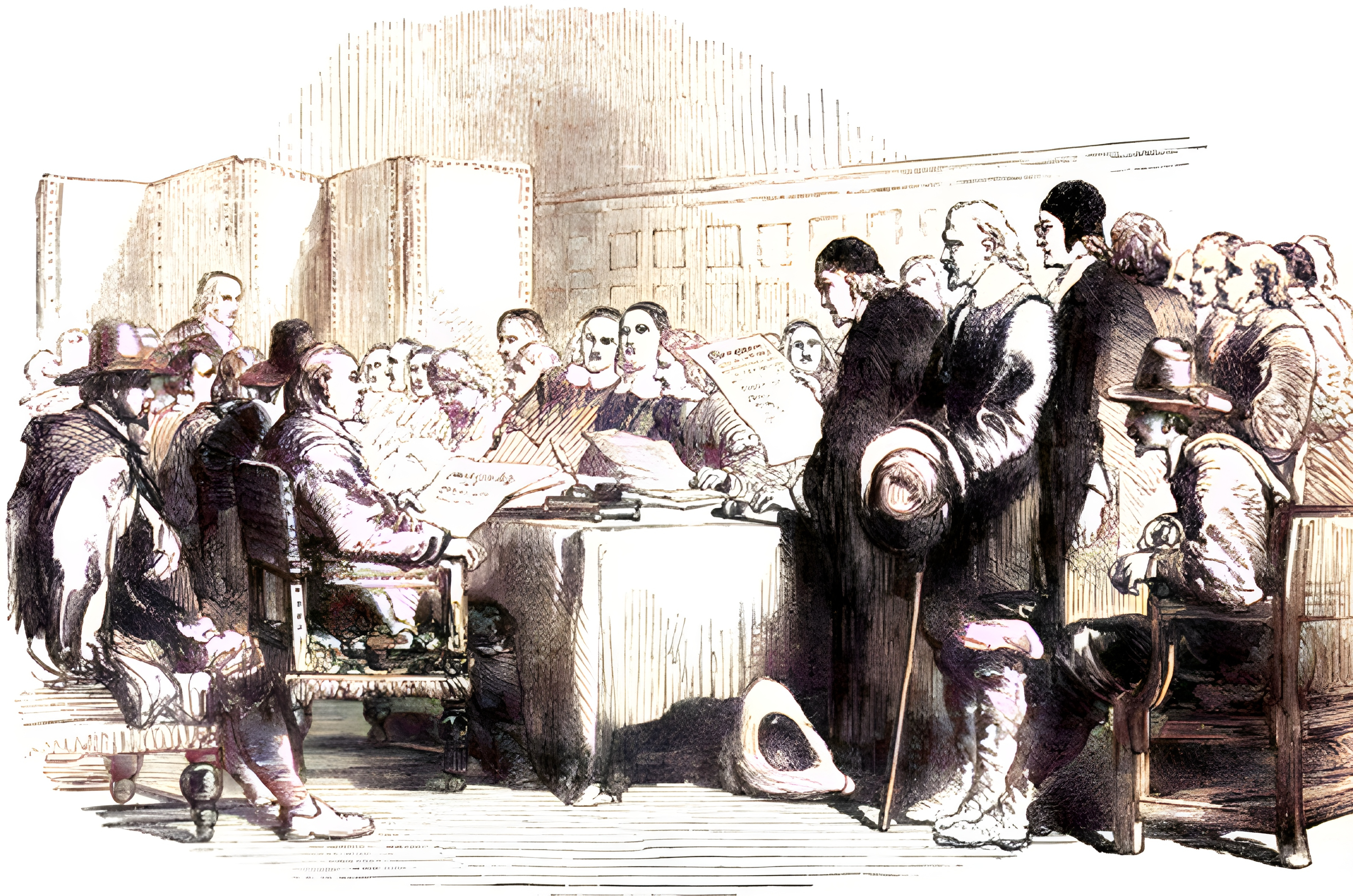
Representação artística da Assembleia de Savoy.

A Declaração recebe esse nome porque foi redigida em uma conferência que reuniu cerca de 200 delegados de 120 congregações no Palácio de Savoy, em Londres.
Ela é resultado do trabalho de uma comissão, composta pelos Drs. Thomas Goodwin, John Owen, Philip Nye, William Bridge, Joseph Caryl e William Greenhill, que tinham sido membros da Assembléia de Westminster, com exceção de Owen. 
Trata-se de uma ligeira modificação da Confissão de Fé de Westminster. Algumas coisas foram adicionadas, algumas opiniões foram reduzidas, e fez-se outras adições e alterações no método. A declaração é dividida em trinta e dois capítulos, na mesma ordem que a Confissão de Westiminster, que tem trinta e três capítulos. As mudanças mais importantes referem-se a questões de governo e disciplina da Igreja.